# Жупани (Тимиш)
Жупани (рум. Jupani) насеље је у Румунији у округу Тимиш у општини Трајан Вуја. Oпштина се налази на надморској висини од 132 m.

## Прошлост
По "Румунској енциклопедији" место се помиње 1446. године, као посед Јанка Хуњадија. У средњем веку постоје два села Жупана - Горњи и Доњи. 
Аустријски царски ревизор Ерлер је 1774. године констатовао да место припада Сарачком округу, Лугожког дистрикта. Становништво је било претежно влашко. Када је 1797. године пописан православни клир ту је био један свештеник. Парох поп Михаил Поповић (рукоп. 1773) служио се само румунским језиком.

## Становништво
Према подацима из 2002. године у насељу је живело 438 становника.

### Попис2002.
| Расподела становништва по националности 2002.‍ | Расподела становништва по националности 2002.‍ | Расподела становништва по националности 2002.‍ | Расподела становништва по националности 2002.‍ | Расподела становништва по националности 2002.‍ |
| --------------------------------------------- | --------------------------------------------- | --------------------------------------------- | --------------------------------------------- | --------------------------------------------- |
|                                               |                                               |                                               |                                               |                                               |
| Румуни                                        | Румуни                                        |                                               | 355                                           | 81,4%                                         |
| Мађари                                        | Мађари                                        |                                               | 6                                             | 1,4%                                          |
| Роми                                          | Роми                                          |                                               | 75                                            | 17,2%                                         |